# 吳永煥
吳永煥（：／ Oh Young-hwan，1988年2月10日—），大韓民國消防員、作家、自由派政治人物，第21屆國會議員。

## 著作
个人著作
- 《一個消防員的祈禱》 ，2015-12-25，쌤앤파커스出版社（中文版标题为《我們不想當英雄：消防員生死前線的心碎告白》，2020年8月出版，時報出版社）